# Raso da Catarina

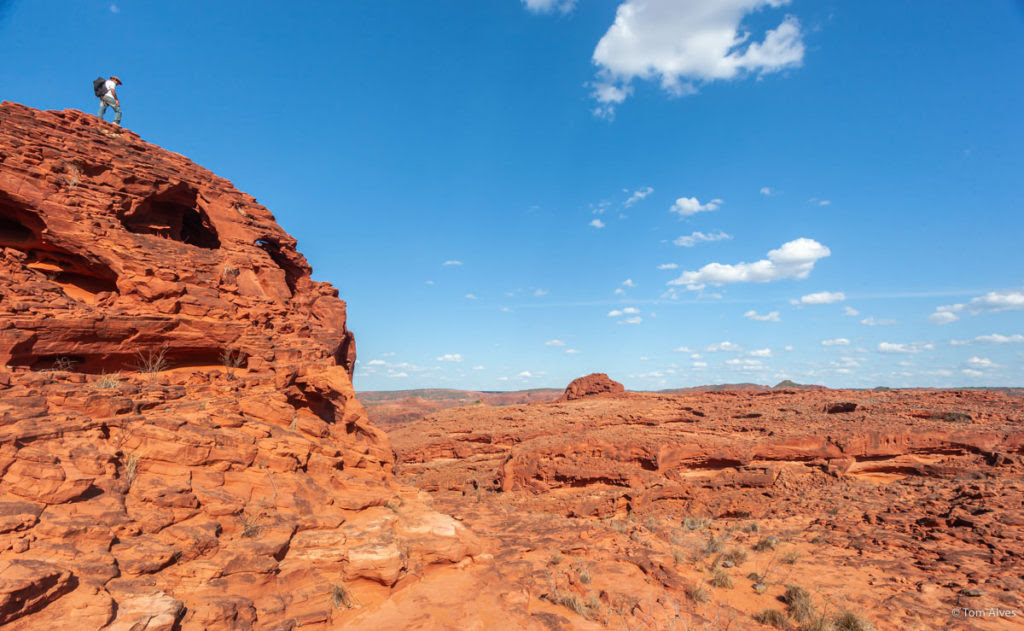
Paisagem desértica no Raso da Catarina.

Raso da Catarina é uma ecorregião localizada na parte centro-leste do bioma caatinga, no estado da Bahia. Possui trinta e oito mil quilômetros quadrados de área. Esta ecorregião consiste em uma bacia de solos muito arenosos, profundos e pouco férteis, de relevo muito plano. Apresenta cânions na parte oeste. É a região mais seca do sertão baiano, com clima semiárido bastante quente e seco, grandes amplitudes térmicas entre o dia e a noite. Os solos são muito arenosos e profundos, o que leva à pouca disponibilidade de água. A precipitação média anual é 350 mm e em algumas regiões chega a 300 mm.
O Raso recebe esse nome porque seu relevo é quase toda sua totalidade, plano com vegetação rasteira e Catarina é em homenagem a proprietária da Fazenda Catarina, que existe até hoje na região. Conta a lenda, que a fazendeira lutou contra a seca, mas foi derrotada por uma nuvem de gafanhotos que devorou a plantação de milho e feijão, deixando-a em estado de loucura e sozinha até o fim da vida. Dizem que seu espírito vaga a localidade ajudando vaqueiros a encontrar animais perdidos.
A seca é comum no Raso. Com temperaturas que atingem os 43 C é difícil se refrescar nos rios que cortam a região, pois a grande parte são efêmeros e o único rio intermitente é o Vaza-Barris que forma o açude de Cocorobó. Nesta região a água é mais facilmente encontrada nas depressões das rochas ou em locais onde o lençol freático fica próximo a superfície.
Os habitantes locais sobrevivem a longos períodos de seca, já que o clima seco dificulta o plantio. Uma das opções é a criação de animais resistentes ao solo como cabras e ovelhas. 
Aparentando ser um território deserto, onde só brotam cactos, bromélias e imbuzeiros, uma pequena chuva é o suficiente para que a passagem acinzentada se transforma em verde. Nessa área localizada no Nordeste da Bahia, convivem vaqueiros, sertanejos, milhares de espécies de plantas (xiques-xiques, mandacarus, coroas de frade, os facheiros, as palmatórias etc), centenas de animais pouco conhecidos (arara-azul-de-lear) e uma sociedade de índios pankararés.
A vegetação típica é a caatinga de areia, predominantemente arbustiva e muito densa. Apresenta algumas espécies características: Copaifera martii Hayne in Arzn. (Leguminosae), Simaba blanchetii Turcz (Simaroubaceae), Pavonia glazioviana Guerke (Malvaceae), Dioclea lasiophilla Benth. (Leguminosae), Mimosa lewisii Barneby (Leguminosae), Barnebya harleyi Anderson (Malpighiaceae),além de muitas espécies de Cactaceae dos gêneros Melocactus e Pilosocereus.
Na fauna, é refúgio da Arara-azul-de-lear, dos répteis Anfisbena (cobra-cega), o lagarto Tropidurus cocorobensis e do mamífero roedor Dasyprocta sp. nov.
A pouca disponibilidade de água levou à um vazio demográfico, mantendo uma boa preservação do bioma. Dentro desta ecorregião encontram-se diversas unidades de preservação:
- Estação Ecológica do Raso da Catarina
- Reserva Biológica da Serra Negra
- Parque Estadual de Canudos
- Estação Biológica de Canudos
- RPPN Fazenda Flor de Liz

A ecorregião abriga também a terra indígena dos índios pankararés.